# Indura
Indura (vitryska: Індура) är en agropolis i Belarus.   Den ligger i voblasten Hrodna voblast, i den västra delen av landet, 250 km väster om huvudstaden Minsk. Indura ligger 142 meter över havet och antalet invånare är 1 500.

## Natur och klimat
Terrängen runt Indura är platt. Runt Indura är det ganska tätbefolkat, med 111 invånare per kvadratkilometer.. Det finns inga andra samhällen i närheten.
Trakten runt Indura består till största delen av jordbruksmark.